# Paraguay ai Giochi paralimpici
Il Paraguay è presente ai Giochi paralimpici estivi dall'edizione che si tenne nel 2020 a Tokyo, in cui ha partecipato con 2 atleti, una nell'atletica leggera paralimpica e uno nel nuoto paralimpico. Da allora ha partecipato ad ogni edizione delle Paralimpiadi estive, senza mai vincere una medaglia. Non ha mai partecipato ai Giochi paralimpici invernali.

## Medagliere

### Giochi paralimpici estivi
| Giochi      | Oro | Argento | Bronzo | Totale | Pos. |
| ----------- | --- | ------- | ------ | ------ | ---- |
| Tokyo 2020  | 0   | 0       | 0      | 0      | -    |
| Parigi 2024 | 0   | 0       | 0      | 0      | -    |
| Totale      | 0   | 0       | 0      | 0      | -    |